# Barrera de hielo Filchner-Ronne
La barrera de hielo Filchner-Ronne (o plataforma de hielo o barrera de hielos) (del inglés: Filchner-Ronne Ice Shelf) es una gran barrera de hielo de la Antártida con una superficie de 430 000 km² que se extiende sobre la parte sur del mar de Weddell. La elevación del hielo llamada isla Berkner separa las dos secciones de la barrera, la oriental, llamada Filchner y la occidental y más extensa, llamada Ronne. Al sur de la isla Berkner ambas barreras se unen y se considera que el meridiano 50° O las separa hasta alcanzar las montañas Pensacola en la tierra cubierta de hielos que se extiende al sur de la barrera. La base de la península Antártica (Tierra de Palmer) y la Tierra de Ellsworth cierran la barrera por su lado oeste, mientras que la Tierra de Coats lo hace por su lado este.

## Toponimia
La parte este de esta barrera fue descubierta entre enero y febrero de 1912 por la Expedición Antártica Alemana liderada por Wilhelm Filchner, quien la denominó Kaiser Wilhelm, pero el emperador alemán (káiser) Guillermo II dispuso que el topónimo debería corresponder a la persona que lo descubrió y desde entonces se denomina Filchner.
El comandante Finn Ronne, líder de la Expedición de Investigación Antártica Ronne de Estados Unidos en 1947-1948, descubrió y fotografió el sector norte de la barrera de hielos que se extiende al sur del mar de Weddell en dos vuelos en noviembre y diciembre de 1947. Finne Ronne llamó Tierra de Edith Ronne (Edith Ronne Land) en honor de su esposa y colaboradora —Edith Ronne— a la tierra que supuso que existía al sur de la barrera de hielos que llamó Lassiter Ice Shelf en honor de su compañero de vuelo. Ambos nombres fueron oficializados por el U.S. Board on Geographic Names.
Durante el Año Geofísico Internacional entre 1957 y 1958 el capitán Ronne determinó desde la Base Ellsworth que las elevaciones del hielo: Berkner, Portillo o Korff, y Quijada o Henry, estaban separadas de la tierra continental que él había llamado Tierra de Edith Ronne, por lo que la barrera de hielos era más grande de lo que había cartografiado, y que se extendía hacia el sur por sobre la mayoría de esa tierra. En vista de eso, en 1968 el Comité Consultivo sobre Nomenclatura Antártica decidió descartar los topónimos Lassiter Ice Shelf y Edith Ronne Land y llamar a una parte de la costa de la base de la península Antártica como costa Lassiter y a la barrera de hielos al occidente de la isla Berkner como Ronne Ice Shelf en honor al matrimonio Ronne. Dado que ambas barreras de hielo conforman una unidad es muy frecuente que se conozcan en conjunto como Filchner-Ronne.
Como el topónimo Edith Ronne Land estuvo en uso dos décadas antes de su retiro por Estados Unidos, siguió siendo usado por otros países, entre ellos Chile que denomina Tierra Edith Ronne a la tierra continental entre la base de la península Antártica y la Tierra de Coats.

## Geografía
La barrera no tiene una superficie uniforme, en varias regiones está atravesada por grandes grietas y por montículos que dificultan el tránsito de las personas, vehículos o trineos. Alcanza los 650 metros de espesor.
En octubre de 1998 el iceberg A-38 se desprendió de la barrera con un tamaño de 150 por 50 km.

### Barrera de hielo Ronne
La barrera de hielo Ronne es la parte más grande y occidental de la barrera de hielo Filchner-Ronne. Está limitada al oeste por la península Antártica y la Tierra de Ellsworth. En esa zona se extiende hacia el sur desde la península Bowman por las costas Orville y Zumberge, continuando luego por la tierra continental cubierta de hielos. Las islas Portillo y Quijada forman elevaciones del hielo dentro de la barrera sin presentar tierras descubiertas de hielo.

### Barrera de hielo Filchner
La barrera de hielo Filchner es la parte oriental de la barrera de hielo Filchner-Ronne. Está limitada al occidente por la isla Berkner, al sur por la tierra continental y al noreste alcanza la costa Confín o Luitpold de la Tierra de Coats.
La barrera se alimenta primariamente por los glaciares Slessor, Recovery y Support Force (en Argentina, glaciares Les Eclaireurs y Punta Ninfas), todos localizados al este de la isla Berkner.
Entre la actual posición de la barrera y la que fuera marcada por Filchner en 1912 hay diferencias en las distancias, provocada por grandes desprendimientos de hielos.

## Bases antárticas

División del iceberg A38-B.

Desintegración de la barrera de hielo Filchner-Ronne.

La Estación Científica Ellsworth fue inaugurada en la barrera de hielo Filchner el 1 de abril de 1957 por los Estados Unidos durante el Año Geofísico Internacional. El Instituto Antártico Argentino tomó posesión de ella el 17 de enero de 1959, pero fue clausurada el 30 de diciembre de 2001 debido a que quedó cubierta por el hielo de la barrera, desapareciendo luego.
La Base Belgrano I del Ejército Argentino fue inaugurada por el 18 de enero de 1955 por el coronel Hernán Pujato, quien viajó en el rompehielos ARA General San Martín. La base se hallaba sobre la barrera de hielo Filchner y se mantuvo en operación permanente hasta que debió ser abandonada en 1979 debido a la rotura de la barrera de hielo. El sector en donde se hallaba la base formó un gran témpano tabular de unos 100 km de largo en 1983.
La primera expedición terrestre argentina al Polo Sur, denominada Operación 90, partió el 26 de octubre de 2003 desde la Base Belgrano al mando del coronel Jorge Leal y alcanzó su meta el 10 de diciembre. Para servir de apoyo previamente fue fundada el 2 de abril de 2006 sobre la barrera de hielo la Base Sobral a 420 km al sur de la Base Belgrano.

## Reclamaciones territoriales
La totalidad de la barrera de hielo Filchner-Ronne es reclamada por el Reino Unido como parte del Territorio Antártico Británico. Argentina reclama la mayor parte, excepto el sector de la barrera de hielo Ronne al oeste de los 74° O, la incluye en el departamento Antártida Argentina dentro de la provincia de Tierra del Fuego, Antártida e Islas del Atlántico Sur. Chile reclama casi toda la barrera de hielo Ronne, excepto el sector al este de los 53° O, incluyéndola en la Comuna Antártica de la provincia Antártica Chilena dentro de la Región de Magallanes y de la Antártica Chilena. Las tres reclamaciones están restringidas por los términos del Tratado Antártico.
Nomenclatura de los países reclamantes:
- Argentina: barrera de hielos Filchner
- Chile: Plataforma de Hielo Filchner
- Reino Unido: Filchner Ice Shelf - Ronne Ice Shelf